# 글로벌이코노믹
《글로벌이코노믹》(Global Economic)은 경제 정치 사회 문화 연예 스포츠를 담는 종합경제일간지이다.

2012년 8월 9일에 인터넷신문 ‘e그린경제’로 매체 등록을 했다(등록번호 : 서울, 아02232). 2014년 11월 ‘글로벌이코노믹’으로 제호를 변경했다. 

글로벌이코노믹은 한국 경제와 밀접한 미국, 중국, 일본, 유럽 등 주요국과 베트남 등 새롭게 부상하는 신흥국의 경제뉴스와 정보를 전달한다.

소재지는 서울특별시 마포구 월드컵대로 62 (한림빌딩 2층)에 위치하고 있다.

```
트위터
, 
페이스북
, 
유튜브
와 같은 SNS를 통해서도 뉴스를 제공하고 있다.
```

## 제공 서비스
일간신문으로 국내외 뉴스를 보도하고, 온라인 뉴스 서비스와 유튜브 등 통한 동영상 서비스.

## 자매 사이트
자동차전문 모빌리티 전문매체인 ‘글로벌모터즈’와 문화, 레저전문뉴스 ‘온타임즈’의 온라인 서비스를 하고 있다.

## 연혁
2023. 9.일간지로 전환

2021. 6.베트남 산업통상 산하 언론 꽁트엉과 MOU

2021. 3.중국 센젠데일리와 기사교환

2021. 3.인도 ANI통신과 기사교환

2021. 2.글로벌이코노믹 영문-중문 사이트 오픈

2020. 12.인도 ANI통신과 중국 센젠데일리와 업무협력 MOU

2020. 6.마포구 서교동 사옥 이전

2017. 11.조영권 상임고문, 세계은행 콘퍼런스 주제 발표

2017. 10.사단법인 사색의 향기와 인문학 콘텐츠 업무협약

2017. 9.글로벌 경영브랜드 대상(GMB) 시상

2017. 7.경제지 모바일 부문 1위(코리안클릭 집계)

2017. 7.모빌리티 전문매체 글로벌모터즈 창간

2017. 3.아프리카(ADRF)와 '희망드림' 업무협약

2017. 2.리얼시승기 등 동영상 리얼시리즈 서비스

2017. 1.'글로벌경제 뉴스 허브' 제2창간 선언

2016. 12.글로벌 B2B 정보 플렛폼 '마켓허브' 개발

2016. 11.글로벌경제 정보시스템 '뉴스Rep'구축

2016. 5.해외 온라인홍보 마케팅솔루션 ‘IRPR’ 구축

2015. 3.사주명리사이트 ‘인생Navi’ 오픈

2014. 11.특별기획 '포춘500'

2014. 11.주간 글로벌이코노믹으로 제호변경, 인터넷신문 e글로벌이코노믹으로 제호변경

2014. 9.네이버 뉴스검색 서비스'

2014. 5.특별기획 'G50 산업지도'

2014. 5.한국인터넷기자협회 회원사 가입

2014. 2.(주)그린미디어로 상호변경

2013. 6.글로벌정보경영전략시스템 구축

2013. 3.다음 뉴스검색 서비스

2012. 8.인터넷신문 e그린경제 등록

2012. 5.나우그린경제(주) 인수 나우그린경제신문(주)으로 상호변경 주간 그린경제 창간

2010. 9.일간 나우그린경제 등록

2010. 8.온타임즈 창간 2007년 12월 11일(등록일)